# 恩育乡
恩育乡，是中华人民共和国吉林省长春市榆树市下辖的一个乡镇级行政单位。

## 行政区划
恩育乡下辖以下地区：
恩育村、苏家村、利民村、付家村、宝山村、永利村、双龙村、红庙村、中兴村、永发村、幸福村、新胜村和西关村。